# Твой сын
«Твой сын» (латыш. Tavs dēls) — художественный фильм режиссёра Гунара Пиесиса. Мелодрама по сценарию Андрея Дрипе, снятая на Рижской киностудии в 1978 году. Всесоюзная премьера состоялась в августе 1979 года.

## Сюжет
Для Валдиса Крастса — благополучного и честолюбивого студента архитектурного факультета Политехнического института — наступила пора нелёгких испытаний. Девушка, с которой он собирался расстаться, ждёт ребёнка и не хочет прерывать беременность.
Мать влюбилась и, несмотря на все доводы сына, готова повторно выйти замуж. Её избранник, талантливый инженер-гидростроитель, договорился с руководством рижского института о направлении группы студентов, в составе которой будет Валдис, на строительство крупной сибирской гидроэлектростанции, где Вадим Николаевич руководит ответственным участком.
Там, на берегу большой и красивой северной реки, Валдис принимает трудное для себя решение — не мешать счастью своей матери. Понимает, что и его родившийся сын не должен расти без отца.

## В ролях
- Айгарс Крупинс — Валдис
- Аида Зара — Гуна
- Вия Артмане — Эльза Витрупе
- Игорь Ледогоров — Вадим Королёв
- Антра Лиедскалныня — Херда
- Андрейс Жагарс — студент
- Карлис Себрис — художник-юбиляр
- Улдис Думпис — Пурвиньш
- Ольгерт Кродерс — критик
- Харий Спановскис — Жанис
- В. Лиепиньлаускис — Карлис
- Ромуалдс Анцанс — один из гостей
- Вера Сингаевская — эпизод

## Съёмочная группа
- Автор сценария: Андрей Дрипе, при участии Гунара Пиесиса
- Режиссёр-постановщик: Гунар Пиесис
- Оператор-постановщик: Мартиньш Клейнс
- Композитор: Имантс Калныньш
- Художник-постановщик: Улдис Паузерс
- Звукооператор: Глеб Коротеев
- Редактор: Т. Маргевич
- Директор: Гунарс Сопс

## Награды
- 1979 — 12 Всесоюзный кинофестиваль в Ашхабаде: по разделу художественных фильмов для детей и юношества — диплом жюри фильму «Твой сын».[1]